# Харц, Луис
Харц, Луис (англ. Louis Hartz, 8 апреля 1919, Янгстаун, Огайо — 20 января 1986, Стамбул) — американский политолог и влиятельный либеральный сторонник идеи американской исключительности.

## Ранние годы. Карьера
Сын русских еврейских иммигрантов, Харц родился в Янгстауне, штат Огайо, но вырос в Омахе, штат Небраска. По окончании училища в городе Омаха, поступил в Гарвардский университет, который финансировался частично за счет стипендии World Herald Omaha World Herald. Окончил его в 1940 году. Год провел в поездке за рубеж на стипендию, выдаваемую для научно-исследовательских работ, в 1942 году вернулся в Гарвард уже в качестве преподавателя. Харц был известен в Гарварде как талантливый и харизматичный педагог. В 1946 году получил докторскую степень (PHd), но из-за плохого состояния здоровья вышел на пенсию уже в 1947 году. Стал профессором правительства в 1956 году. Последние годы своей жизни провел в Лондоне, Нью-Дели, Нью-Йорке, Стамбуле, где он и скончался.

## Научная деятельность
Чрезвычайно известным Харц стал благодаря своей книге «Либеральная традиция в Америке» (The Liberal Tradition in America (1955)), Харц исследует широкий пласт истории — от образования США до 1950-х годов. Все это время, по мнению автора, у американцев был один-единственный идеологический бог — либерализм.
В основе его взглядов лежит тезис об уникальном характере общественного развития в США, никогда не знавших якобы классовых конфликтов (теория локковского либерального «консенсуса»).
Харц одним из первых обратился к сравнительному анализу европейских общественно-политических систем с аналогичными структурами бывших европейских колоний в странах Америки, Южной Африки, Австралии; он рассматривал последние как продолжение истории европейских социокультурных и политических традиций.
В ракурсе данного подхода лежит и обоснование Харцем американской исключительности, которую он выводит из особенностей английской колонизации Северной Америки в XVII в. Острая социальная борьба в Европе возникла в тесной связи с существованием разных жизненных укладов и различных идеологических систем, которые, вступая во взаимодействие, «заражали» друг друга и давали начало новым, часто радикальным идеологиям, которые подготавливали в конечном итоге почву для социалистических идей. Иное дело — Новый Свет. При основании американских колоний от европейского общества отделился один идеологический «фрагмент», отражавший пуританскую фазу английской революции. В условиях отсутствия феодального наследства, утверждавшаяся в Америке система ценностей (Харц называет её также либерально-локковской) обеспечила развитие страны в рамках либерального согласия. Социальные и идеологические системы в США несколько одномерны, но зато им чужды как консерватизм, с одной стороны, так и радикализм, с другой.
Харц решительно отвергает марксистскую идею о неизбежности классовой борьбы.
В «Основании Новых обществ»(1964) он развивает идею о том, что нации, которые развились из поселений колоний, есть европейские «фрагменты», которые в некотором смысле заморозили классовую структуру и основную идеологию в стране-матери в момент их создания, и не проходят дальнейшей эволюции по опытному пути Европы.
Латинская Америка и французская Канада — фрагменты феодальной Европы, Соединенные Штаты, английская Канада и голландская Южная Африка должны быть либеральными фрагментами, а Австралия и английская Африка — «радикальными».

## Награды
В 1956 году Американская Ассоциация политических наук присудила Харцу свою Woodrow Wilson Prize за «Либеральную традицию в Америке», а в 1977 он получил Липпенкотскую премию (Lippincott Prize), которая присуждается научным работам, представляющим особую значимость и имеющим непреходящее значение. Книга остается и сейчас главным текстом в курсе изучения американской политики в университетах отчасти из-за обширной и длительной критики и комментариев, которые вызвали идеи Харца.

## Критика. Сторонники и противники
«Либеральная традиция в Америке» вызвала достаточно много споров. Сторонники признавали её, как важную веху в понимании американского политического мышления. Так, Артур Шлезингер-младший заинтересовавшись этой книгой, был одним из первых, кто переформулировал взгляды Харца и изложил их в более доступной форме. Ричард Хофстедтер прямо восхищался вкладом Харца и в 1968 году он написал несколько страниц о его работе: 

«влияние книги Харца на политическую мысль, действительно, отразило всю важность его идей».

 Историк Джон Хайэм определил книгу как 

«возможно, самую выдающуюся из часто интерпретируемого».

Самый дикий натиск последовал от Дэниэла Бурстина, бывшего директора библиотеки Конгресса. В своей «Jenius of American Politics» он признает силу проницательности Харца, но в рецензии на Commentary пишет: 

« Части этой книги уже появились в виде эссе в научных журналах и в таком виде кажутся блестящими. Но это не та работа, которую мы все ожидали от г-на Харца».

Будучи экс-марксистом, он считал, что Харц 

«кажется, не способен описать, что является характерным для американцев, кроме как перечисляя странные европейские феномены, которые на самом деле отсутствовали в американской истории».

- Смит, Роджерс[англ.]. 1993. «Beyond Tocqueville, Myrdal and Hartz: The Multiple Traditions in America.» American Political Science Review 87(3): 549—566.
- Ericson, David and Louisa Green, eds. 1999. The Liberal Tradition in American Politics: Reassessing the Legacy of American Liberalism. Routledge.

### На русском
- Харц Л. Либеральная традиция в Америке / Пер. с англ., общ. ред. Согрина В. В. — М.: Издательская группа «Прогресс» — «Прогресс-Академия», 1993

### на английском
- Economic Policy and Democratic Thought: Pennsylvania 1776—1860. 1948.Harvard University Press.
- The Liberal Tradition in America: An Interpretation of American Political Thought since the Revolution. 1955. Harcourt, Brace.
- The Founding of New Societies: Studies in the History of the United States, Latin America, South Africa, Canada, and Australia. 1964. Harcourt, Brace & World. (edited).
- A Synthesis of World History. 1984 Humanity Press
- The Necessity of Choice: Nineteenth Century Political Thought (1990)

### Статьи
- «Otis and Anti-Slavery Doctrine.» 1939. New England Quarterly 12(4): 745—747.
- «Seth Luther: The Story of a Working-Class Rebel.» 1940. New England Quarterly 13(3): 401—418.
- «Goals for Political Science: A Discussion»ю 1951. American Political Science Review[англ.] 45(4): 1001—1005.
- «American Political Thought and the American Revolution.» 1952. American Political Science Review 46(2): 321—342.
- «The Reactionary Enlightenment: Southern Political Thought before the Civil War.» 1952. Western Political Quarterly 5(1): 31-50.
- «The Whig Tradition in America and Europe.» 1952. American Political Science Review 46(4): 989—1002.
- «The Coming of Age of America.» 1957. American Political Science Review 51(2): 474—483.
- «Conflicts within the Idea of the Liberal Tradition.» 1963. Comparative Studies in Society and History 5(3): 279—284.
- «American Historiography and Comparative Analysis: Further Reflections.» 1963. Comparative Studies in Society and History 5(4): 365—377.
- «The Nature of Revolution.» 2005 [1968]. Society 42(4): 54-61.